# Filippo Filonardi
Filippo Filonardi (ur. w 1582 w Boville Ernica, zm. 29 września 1622 w Rzymie) – włoski kardynał.

## Życiorys
Urodził się w 1582 roku w Boville Ernica, jako syn Scipione Filonardiego i Brigidy Ambrosi di Angani. Studiował na Uniwersytecie Pizańskim, gdzie uzyskał doktorat utroque iure. 24 listopada 1608 roku został wybrany biskupem Akwinu, a 28 grudnia przyjął sakrę. W latach 1610–1614 był wicelegatem w Awinionie. 17 sierpnia 1611 roku został kreowany kardynałem prezbiterem i otrzymał kościół tytularny Santa Maria del Popolo. Rok później zrezygnował z zarządzania diecezją. Zmarł 29 września 1622 roku w Rzymie.